# Lista de gabinetes e ministros do período regencial do Brasil
Essa lista  compreende todos os gabinetes e os seus componentes durante o período regencial do Brasil, isso é, entre os dias 07 de abril de 1831 e 24 de julho de 1840, respectivamente a abdicação do Imperador Dom Pedro I e a formação do primeiro gabinete de Dom Pedro II.
Seis foram os ministérios que compunham o governo durante as regências (Império, Justiça, Estrangeiros, Guerra, Marinha e Fazenda)
| Ministério                                                                                        | Titular                                                    | Período                                                    | Período                                                    | Ref.                                                       | Regente                                    | Monarca  |
| ------------------------------------------------------------------------------------------------- | ---------------------------------------------------------- | ---------------------------------------------------------- | ---------------------------------------------------------- | ---------------------------------------------------------- | ------------------------------------------ | -------- |
| Gabinete da Regência Trina Provisória (7 de abril de 1831)                                        | Gabinete da Regência Trina Provisória (7 de abril de 1831) | Gabinete da Regência Trina Provisória (7 de abril de 1831) | Gabinete da Regência Trina Provisória (7 de abril de 1831) | Gabinete da Regência Trina Provisória (7 de abril de 1831) | Caravelas; Lima e Silva; Campos Vergueiro  | Pedro II |
| Negócios do Império                                                                               | Bernardo José da Gama Visconde de Goiana                   | 7 de abril de 1831                                         | 26 de abril de 1831                                        | [ 2 ]                                                      | Caravelas; Lima e Silva; Campos Vergueiro  | Pedro II |
| Negócios do Império                                                                               | Bernardo José da Gama Visconde de Goiana                   | (19 dias)                                                  |                                                            | [ 2 ]                                                      | Caravelas; Lima e Silva; Campos Vergueiro  | Pedro II |
| Negócios do Império                                                                               | Manuel José de Souza França                                | 26 de abril de 1831                                        | 16 de julho de 1831                                        | [ 2 ]                                                      | Caravelas; Lima e Silva; Campos Vergueiro  | Pedro II |
| Negócios do Império                                                                               | Manuel José de Souza França                                | (1 mês e 21 dias)                                          |                                                            | [ 2 ]                                                      | Caravelas; Lima e Silva; Campos Vergueiro  | Pedro II |
| Justiça                                                                                           | Manuel José de Souza França                                | 7 de abril de 1831                                         | 16 de julho de 1831                                        | [ 2 ]                                                      | Caravelas; Lima e Silva; Campos Vergueiro  | Pedro II |
| Justiça                                                                                           | Manuel José de Souza França                                | (2 meses e 9 dias)                                         |                                                            | [ 2 ]                                                      | Caravelas; Lima e Silva; Campos Vergueiro  | Pedro II |
| Negócios Estrangeiros                                                                             | Francisco Carneiro de Campos                               | 7 de abril de 1831                                         | 16 de julho de 1831                                        | [ 2 ]                                                      | Caravelas; Lima e Silva; Campos Vergueiro  | Pedro II |
| Negócios Estrangeiros                                                                             | Francisco Carneiro de Campos                               | (2 meses e 9 dias)                                         |                                                            | [ 2 ]                                                      | Caravelas; Lima e Silva; Campos Vergueiro  | Pedro II |
| Guerra                                                                                            | José Manuel de Morais                                      | 7 de abril de 1831                                         | 16 de julho de 1831                                        | [ 2 ]                                                      | Caravelas; Lima e Silva; Campos Vergueiro  | Pedro II |
| Guerra                                                                                            | José Manuel de Morais                                      | (2 meses e 9 dias)                                         |                                                            | [ 2 ]                                                      | Caravelas; Lima e Silva; Campos Vergueiro  | Pedro II |
| Marinha                                                                                           | José Manuel de Almeida                                     | 7 de abril de 1831                                         | 16 de julho de 1831                                        | [ 2 ]                                                      | Caravelas; Lima e Silva; Campos Vergueiro  | Pedro II |
| Marinha                                                                                           | José Manuel de Almeida                                     | (2 meses e 9 dias)                                         |                                                            | [ 2 ]                                                      | Caravelas; Lima e Silva; Campos Vergueiro  | Pedro II |
| Fazenda                                                                                           | Inácio Borges                                              | 7 de abril de 1831                                         | 16 de julho de 1831                                        | [ 2 ]                                                      | Caravelas; Lima e Silva; Campos Vergueiro  | Pedro II |
| Fazenda                                                                                           | Inácio Borges                                              | (2 meses e 9 dias)                                         |                                                            | [ 2 ]                                                      | Caravelas; Lima e Silva; Campos Vergueiro  | Pedro II |
| Regência Trina Permanente                                                                         | Regência Trina Permanente                                  | Regência Trina Permanente                                  | Regência Trina Permanente                                  | Regência Trina Permanente                                  | Lima e Silva; Costa Carvalho Bráulio Muniz | Pedro II |
| 1.º Gabineteda Regência Trina Permanente (16 de junho de 1831)                                    |                                                            |                                                            |                                                            |                                                            | Lima e Silva; Costa Carvalho Bráulio Muniz | Pedro II |
| Negócios do Império                                                                               | José Lino dos Santos Coutinho                              | 16 de julho de 1831                                        | 03 de janeiro de 1832                                      | [ 3 ]                                                      | Lima e Silva; Costa Carvalho Bráulio Muniz | Pedro II |
| Negócios do Império                                                                               | José Lino dos Santos Coutinho                              | (5 meses e 18 dias)                                        |                                                            | [ 3 ]                                                      | Lima e Silva; Costa Carvalho Bráulio Muniz | Pedro II |
| Negócios do Império                                                                               | Diogo Antônio Feijó (interino)                             | 03 de janeiro de 1832                                      | 26 de janeiro de 1832                                      | [ 3 ]                                                      | Lima e Silva; Costa Carvalho Bráulio Muniz | Pedro II |
| Negócios do Império                                                                               | Diogo Antônio Feijó (interino)                             | (23 dias)                                                  |                                                            | [ 3 ]                                                      | Lima e Silva; Costa Carvalho Bráulio Muniz | Pedro II |
| Negócios do Império                                                                               | José Lino dos Santos Coutinho                              | 26 de janeiro de 1832                                      | 03 de agosto de 1832                                       | [ 3 ]                                                      | Lima e Silva; Costa Carvalho Bráulio Muniz | Pedro II |
| Negócios do Império                                                                               | José Lino dos Santos Coutinho                              | (6 meses e 8 dias)                                         |                                                            | [ 3 ]                                                      | Lima e Silva; Costa Carvalho Bráulio Muniz | Pedro II |
| Justiça                                                                                           | Diogo Antônio Feijó                                        | 16 de julho de 1831                                        | 01 de agosto de 1832                                       | [ 3 ]                                                      | Lima e Silva; Costa Carvalho Bráulio Muniz | Pedro II |
| Justiça                                                                                           | Diogo Antônio Feijó                                        | (1 ano e 16 dias)                                          |                                                            | [ 3 ]                                                      | Lima e Silva; Costa Carvalho Bráulio Muniz | Pedro II |
| Justiça                                                                                           | Manuel da Fonseca Lima e Silva                             | 01 de agosto de 1832                                       | 03 de agosto de 1832                                       | [ 3 ]                                                      | Lima e Silva; Costa Carvalho Bráulio Muniz | Pedro II |
| Justiça                                                                                           | Manuel da Fonseca Lima e Silva                             | (2 dias)                                                   |                                                            | [ 3 ]                                                      | Lima e Silva; Costa Carvalho Bráulio Muniz | Pedro II |
| Negócios Estrangeiros                                                                             | Francisco Carneiro de Campos                               | 16 de julho de 1831                                        | 03 de agosto de 1832                                       | [ 3 ]                                                      | Lima e Silva; Costa Carvalho Bráulio Muniz | Pedro II |
| Negócios Estrangeiros                                                                             | Francisco Carneiro de Campos                               | (1 ano e 18 dias)                                          |                                                            | [ 3 ]                                                      | Lima e Silva; Costa Carvalho Bráulio Muniz | Pedro II |
| Guerra                                                                                            | Manuel da Fonseca Lima e Silva                             | 16 de julho de 1831                                        | 03 de agosto de 1832                                       | [ 3 ]                                                      | Lima e Silva; Costa Carvalho Bráulio Muniz | Pedro II |
| Guerra                                                                                            | Manuel da Fonseca Lima e Silva                             | (1 ano e 18 dias)                                          |                                                            | [ 3 ]                                                      | Lima e Silva; Costa Carvalho Bráulio Muniz | Pedro II |
| Marinha                                                                                           | José Manuel de Almeida                                     | 16 de julho de 1831                                        | 28 de outubro de 1831                                      | [ 3 ]                                                      | Lima e Silva; Costa Carvalho Bráulio Muniz | Pedro II |
| Marinha                                                                                           | José Manuel de Almeida                                     | (3 meses e 12 dias)                                        |                                                            | [ 3 ]                                                      | Lima e Silva; Costa Carvalho Bráulio Muniz | Pedro II |
| Marinha                                                                                           | Rodrigues Torres                                           | 28 de outubro de 1832                                      | 03 de agosto de 1832                                       | [ 3 ]                                                      | Lima e Silva; Costa Carvalho Bráulio Muniz | Pedro II |
| Marinha                                                                                           | Rodrigues Torres                                           | (9 meses e 6 dias)                                         |                                                            | [ 3 ]                                                      | Lima e Silva; Costa Carvalho Bráulio Muniz | Pedro II |
| Fazenda                                                                                           | Bernardo Pereira de Vasconcelos                            | 16 de julho de 1831                                        | 10 de maio de 1832                                         | [ 3 ]                                                      | Lima e Silva; Costa Carvalho Bráulio Muniz | Pedro II |
| Fazenda                                                                                           | Bernardo Pereira de Vasconcelos                            | (9 meses e 24 dias)                                        |                                                            | [ 3 ]                                                      | Lima e Silva; Costa Carvalho Bráulio Muniz | Pedro II |
| Fazenda                                                                                           | Rodrigues Torres                                           | 10 de maio de 1832                                         | 03 de agosto de 1832                                       | [ 3 ]                                                      | Lima e Silva; Costa Carvalho Bráulio Muniz | Pedro II |
| Fazenda                                                                                           | Rodrigues Torres                                           | (2 meses e 24 dias)                                        |                                                            | [ 3 ]                                                      | Lima e Silva; Costa Carvalho Bráulio Muniz | Pedro II |
| 2.º Gabinete da Regência Trina Permanente (03 de agosto de 1832)                                  |                                                            |                                                            |                                                            |                                                            | Lima e Silva; Costa Carvalho Bráulio Muniz | Pedro II |
| Negócios do Império                                                                               | Holanda Cavalcanti de Albuquerque                          | 03 de agosto de 1832                                       | 03 de setembro de 1832                                     | [ 3 ]                                                      | Lima e Silva; Costa Carvalho Bráulio Muniz | Pedro II |
| Negócios do Império                                                                               | Holanda Cavalcanti de Albuquerque                          | (1 mês)                                                    |                                                            | [ 3 ]                                                      | Lima e Silva; Costa Carvalho Bráulio Muniz | Pedro II |
| Justiça                                                                                           | Pedro de Araújo Lima                                       | 03 de agosto de 1832                                       | 03 de setembro de 1832                                     | [ 3 ]                                                      | Lima e Silva; Costa Carvalho Bráulio Muniz | Pedro II |
| Justiça                                                                                           | Pedro de Araújo Lima                                       | (1 mês)                                                    |                                                            | [ 3 ]                                                      | Lima e Silva; Costa Carvalho Bráulio Muniz | Pedro II |
| Negócios Estrangeiros                                                                             | Pedro de Araújo Lima                                       | 03 de agosto de 1832                                       | 03 de setembro de 1832                                     | [ 3 ]                                                      | Lima e Silva; Costa Carvalho Bráulio Muniz | Pedro II |
| Negócios Estrangeiros                                                                             | Pedro de Araújo Lima                                       | (1 mês)                                                    |                                                            | [ 3 ]                                                      | Lima e Silva; Costa Carvalho Bráulio Muniz | Pedro II |
| Guerra                                                                                            | Bento Barroso Pereira                                      | 03 de agosto de 1832                                       | 03 de setembro de 1832                                     | [ 3 ]                                                      | Lima e Silva; Costa Carvalho Bráulio Muniz | Pedro II |
| Guerra                                                                                            | Bento Barroso Pereira                                      | (1 mês)                                                    |                                                            | [ 3 ]                                                      | Lima e Silva; Costa Carvalho Bráulio Muniz | Pedro II |
| Marinha                                                                                           | Bento Barroso Pereira                                      | 03 de agosto de 1832                                       | 03 de setembro de 1832                                     | [ 3 ]                                                      | Lima e Silva; Costa Carvalho Bráulio Muniz | Pedro II |
| Marinha                                                                                           | Bento Barroso Pereira                                      | (1 mês)                                                    |                                                            | [ 3 ]                                                      | Lima e Silva; Costa Carvalho Bráulio Muniz | Pedro II |
| Fazenda                                                                                           | Holanda Cavalcanti de Albuquerque                          | 03 de agosto de 1832                                       | 03 de setembro de 1832                                     | [ 3 ]                                                      | Lima e Silva; Costa Carvalho Bráulio Muniz | Pedro II |
| Fazenda                                                                                           | Holanda Cavalcanti de Albuquerque                          | (1 mês)                                                    |                                                            | [ 3 ]                                                      | Lima e Silva; Costa Carvalho Bráulio Muniz | Pedro II |
| 3.º Gabinete da Regência Trina Permanente (03 de setembro de 1832)                                |                                                            |                                                            |                                                            |                                                            | Lima e Silva; Costa Carvalho Bráulio Muniz | Pedro II |
| Negócios do Império                                                                               | Campos Vergueiro                                           | 03 de setembro de 1832                                     | 23 de maio de 1833                                         | [ 4 ]                                                      | Lima e Silva; Costa Carvalho Bráulio Muniz | Pedro II |
| Negócios do Império                                                                               | Campos Vergueiro                                           | (8 meses e 20 dias)                                        |                                                            | [ 4 ]                                                      | Lima e Silva; Costa Carvalho Bráulio Muniz | Pedro II |
| Negócios do Império                                                                               | Aureliano de Sousa e Oliveira Coutinho                     | 23 de maio de 1833                                         | 10 de outubro de 1833                                      | [ 4 ]                                                      | Lima e Silva; Costa Carvalho Bráulio Muniz | Pedro II |
| Negócios do Império                                                                               | Aureliano de Sousa e Oliveira Coutinho                     | (4 meses e 17 dias)                                        |                                                            | [ 4 ]                                                      | Lima e Silva; Costa Carvalho Bráulio Muniz | Pedro II |
| Negócios do Império                                                                               | Antônio Pinto Chichorro da Gama                            | 10 de outubro de 1833                                      | 16 de janeiro de 1835                                      | [ 4 ]                                                      | Lima e Silva; Costa Carvalho Bráulio Muniz | Pedro II |
| Negócios do Império                                                                               | Antônio Pinto Chichorro da Gama                            | (1 ano, 3 meses e 6 dias)                                  |                                                            | [ 4 ]                                                      | Lima e Silva; Costa Carvalho Bráulio Muniz | Pedro II |
| Justiça                                                                                           | Honório Hermeto Carneiro Leão                              | 03 de setembro de 1832                                     | 14 de maio de 1833                                         | [ 4 ]                                                      | Lima e Silva; Costa Carvalho Bráulio Muniz | Pedro II |
| Justiça                                                                                           | Honório Hermeto Carneiro Leão                              | (8 meses e 11 dias)                                        |                                                            | [ 4 ]                                                      | Lima e Silva; Costa Carvalho Bráulio Muniz | Pedro II |
| Justiça                                                                                           | Cândido José de Araújo Viana                               | 14 de maio de 1833                                         | 04 de junho de 1833                                        | [ 4 ]                                                      | Lima e Silva; Costa Carvalho Bráulio Muniz | Pedro II |
| Justiça                                                                                           | Cândido José de Araújo Viana                               | (21 dias)                                                  |                                                            | [ 4 ]                                                      | Lima e Silva; Costa Carvalho Bráulio Muniz | Pedro II |
| Justiça                                                                                           | Aureliano de Sousa e Oliveira Coutinho                     | 04 de junho de 1833                                        | 16 de janeiro de 1835                                      | [ 4 ]                                                      | Lima e Silva; Costa Carvalho Bráulio Muniz | Pedro II |
| Justiça                                                                                           | Aureliano de Sousa e Oliveira Coutinho                     | (1 ano, 7 meses e 15 dias)                                 |                                                            | [ 4 ]                                                      | Lima e Silva; Costa Carvalho Bráulio Muniz | Pedro II |
| Negócios Estrangeiros                                                                             | Bento da Silva Lisboa                                      | 03 de setembro de 1832                                     | 21 de fevereiro de 1834                                    | [ 4 ]                                                      | Lima e Silva; Costa Carvalho Bráulio Muniz | Pedro II |
| Negócios Estrangeiros                                                                             | Bento da Silva Lisboa                                      | (1 ano, 5 meses e 18 dias)                                 |                                                            | [ 4 ]                                                      | Lima e Silva; Costa Carvalho Bráulio Muniz | Pedro II |
| Negócios Estrangeiros                                                                             | Aureliano de Sousa e Oliveira Coutinho                     | 21 de fevereiro de 1834                                    | 16 de janeiro de 1835                                      | [ 4 ]                                                      | Lima e Silva; Costa Carvalho Bráulio Muniz | Pedro II |
| Negócios Estrangeiros                                                                             | Aureliano de Sousa e Oliveira Coutinho                     | (10 meses e 26 dias)                                       |                                                            | [ 4 ]                                                      | Lima e Silva; Costa Carvalho Bráulio Muniz | Pedro II |
| Guerra                                                                                            | Antero José Ferreira de Brito                              | 03 de setembro de 1832                                     | 16 de janeiro de 1835                                      | [ 4 ]                                                      | Lima e Silva; Costa Carvalho Bráulio Muniz | Pedro II |
| Guerra                                                                                            | Antero José Ferreira de Brito                              | (2 anos, 4 meses e 13 dias)                                |                                                            | [ 4 ]                                                      | Lima e Silva; Costa Carvalho Bráulio Muniz | Pedro II |
| Marinha                                                                                           | Antero José Ferreira de Brito                              | 03 de setembro de 1832                                     | 07 de novembro de 1832                                     | [ 4 ]                                                      | Lima e Silva; Costa Carvalho Bráulio Muniz | Pedro II |
| Marinha                                                                                           | Antero José Ferreira de Brito                              | (2 meses e 4 dias)                                         |                                                            | [ 4 ]                                                      | Lima e Silva; Costa Carvalho Bráulio Muniz | Pedro II |
| Marinha                                                                                           | Rodrigues Torres                                           | 07 de novembro de 1832                                     | 30 de janeiro de 1834                                      | [ 4 ]                                                      | Lima e Silva; Costa Carvalho Bráulio Muniz | Pedro II |
| Marinha                                                                                           | Rodrigues Torres                                           | (1 ano, 2 meses e 23 dias)                                 |                                                            | [ 4 ]                                                      | Lima e Silva; Costa Carvalho Bráulio Muniz | Pedro II |
| Marinha                                                                                           | Antero José Ferreira de Brito                              | 30 de janeiro de 1834                                      | 16 de janeiro de 1835                                      | [ 4 ]                                                      | Lima e Silva; Costa Carvalho Bráulio Muniz | Pedro II |
| Marinha                                                                                           | Antero José Ferreira de Brito                              | (11 meses e 17 dias)                                       |                                                            | [ 4 ]                                                      | Lima e Silva; Costa Carvalho Bráulio Muniz | Pedro II |
| Fazenda                                                                                           | Campos Vergueiro                                           | 03 de setembro de 1832                                     | 14 de dezembro de 1832                                     | [ 4 ]                                                      | Lima e Silva; Costa Carvalho Bráulio Muniz | Pedro II |
| Fazenda                                                                                           | Campos Vergueiro                                           | (3 meses e 11 dias)                                        |                                                            | [ 4 ]                                                      | Lima e Silva; Costa Carvalho Bráulio Muniz | Pedro II |
| Fazenda                                                                                           | Cândido José de Araújo Viana                               | 14 de dezembro de 1832                                     | 02 de junho de 1834                                        | [ 4 ]                                                      | Lima e Silva; Costa Carvalho Bráulio Muniz | Pedro II |
| Fazenda                                                                                           | Cândido José de Araújo Viana                               | (1 ano, 5 meses e 19 dias)                                 |                                                            | [ 4 ]                                                      | Lima e Silva; Costa Carvalho Bráulio Muniz | Pedro II |
| Fazenda                                                                                           | Antônio Pinto Chichorro da Gama                            | 02 de junho de 1834                                        | 07 de outubro de 1834                                      | [ 4 ]                                                      | Lima e Silva; Costa Carvalho Bráulio Muniz | Pedro II |
| Fazenda                                                                                           | Antônio Pinto Chichorro da Gama                            | (4 meses e 5 dias)                                         |                                                            | [ 4 ]                                                      | Lima e Silva; Costa Carvalho Bráulio Muniz | Pedro II |
| Fazenda                                                                                           | Manuel do Nascimento Castro e Silva                        | 07 de outubro de 1834                                      | 16 de janeiro de 1835                                      | [ 4 ]                                                      | Lima e Silva; Costa Carvalho Bráulio Muniz | Pedro II |
| Fazenda                                                                                           | Manuel do Nascimento Castro e Silva                        | (3 meses e 9 dias)                                         |                                                            | [ 4 ]                                                      | Lima e Silva; Costa Carvalho Bráulio Muniz | Pedro II |
| 4.º Gabinete da Regência Trina Permanente (16 de janeiro de 1835)                                 |                                                            |                                                            |                                                            |                                                            | Lima e Silva; Costa Carvalho Bráulio Muniz | Pedro II |
| Negócios do Império                                                                               | Manuel do Nascimento Castro e Silva                        | 16 de janeiro de 1835                                      | 20 de janeiro de 1835                                      | [ 4 ]                                                      | Lima e Silva; Costa Carvalho Bráulio Muniz | Pedro II |
| Negócios do Império                                                                               | Manuel do Nascimento Castro e Silva                        | (4 dias)                                                   |                                                            | [ 4 ]                                                      | Lima e Silva; Costa Carvalho Bráulio Muniz | Pedro II |
| Negócios do Império                                                                               | Joaquim Vieira da Silva e Sousa                            | 20 de janeiro de 1835                                      | 14 de outubro de 1835                                      | [ 4 ]                                                      | Lima e Silva; Costa Carvalho Bráulio Muniz | Pedro II |
| Negócios do Império                                                                               | Joaquim Vieira da Silva e Sousa                            | (8 meses e 24 dias)                                        |                                                            | [ 4 ]                                                      | Lima e Silva; Costa Carvalho Bráulio Muniz | Pedro II |
| Justiça                                                                                           | Manuel Alves Branco                                        | 16 de janeiro de 1835                                      | 14 de outubro de 1835                                      | [ 4 ]                                                      | Lima e Silva; Costa Carvalho Bráulio Muniz | Pedro II |
| Justiça                                                                                           | Manuel Alves Branco                                        | (8 meses e 28 dias)                                        |                                                            | [ 4 ]                                                      | Lima e Silva; Costa Carvalho Bráulio Muniz | Pedro II |
| Negócios Estrangeiros                                                                             | Manuel Alves Branco                                        | 16 de janeiro de 1835                                      | 14 de outubro de 1835                                      | [ 4 ]                                                      | Lima e Silva; Costa Carvalho Bráulio Muniz | Pedro II |
| Negócios Estrangeiros                                                                             | Manuel Alves Branco                                        | (8 meses e 28 dias)                                        |                                                            | [ 4 ]                                                      | Lima e Silva; Costa Carvalho Bráulio Muniz | Pedro II |
| Guerra                                                                                            | João Paulo dos Santos Barreto                              | 16 de janeiro de 1835                                      | 15 de março de 1835                                        | [ 4 ]                                                      | Lima e Silva; Costa Carvalho Bráulio Muniz | Pedro II |
| Guerra                                                                                            | João Paulo dos Santos Barreto                              | (1 mês e 27 dias)                                          |                                                            | [ 4 ]                                                      | Lima e Silva; Costa Carvalho Bráulio Muniz | Pedro II |
| Guerra                                                                                            | Joaquim Vieira da Silva e Souza                            | 15 de março de 1835                                        | 16 de março de 1835                                        | [ 4 ]                                                      | Lima e Silva; Costa Carvalho Bráulio Muniz | Pedro II |
| Guerra                                                                                            | Joaquim Vieira da Silva e Souza                            | (1 dia)                                                    |                                                            | [ 4 ]                                                      | Lima e Silva; Costa Carvalho Bráulio Muniz | Pedro II |
| Guerra                                                                                            | José Félix Pereira de Burgos Barão de Itapicuru-Mirim      | 16 de março de 1835                                        | 14 de outubro de 1835                                      | [ 4 ]                                                      | Lima e Silva; Costa Carvalho Bráulio Muniz | Pedro II |
| Guerra                                                                                            | José Félix Pereira de Burgos Barão de Itapicuru-Mirim      | (6 meses e 28 dias)                                        |                                                            | [ 4 ]                                                      | Lima e Silva; Costa Carvalho Bráulio Muniz | Pedro II |
| Marinha                                                                                           | João Paulo dos Santos Barreto                              | 16 de janeiro de 1835                                      | 14 de março de 1835                                        | [ 4 ]                                                      | Lima e Silva; Costa Carvalho Bráulio Muniz | Pedro II |
| Marinha                                                                                           | João Paulo dos Santos Barreto                              | (1 mês e 26 dias)                                          |                                                            | [ 4 ]                                                      | Lima e Silva; Costa Carvalho Bráulio Muniz | Pedro II |
| Marinha                                                                                           | Joaquim Vieira da Silva e Souza                            | 14 de março de 1835                                        | 17 de março de 1835                                        | [ 4 ]                                                      | Lima e Silva; Costa Carvalho Bráulio Muniz | Pedro II |
| Marinha                                                                                           | Joaquim Vieira da Silva e Souza                            | (3 dias)                                                   |                                                            | [ 4 ]                                                      | Lima e Silva; Costa Carvalho Bráulio Muniz | Pedro II |
| Marinha                                                                                           | José Pereira Pinto                                         | 17 de março de 1835                                        | 14 de outubro de 1835                                      | [ 4 ]                                                      | Lima e Silva; Costa Carvalho Bráulio Muniz | Pedro II |
| Marinha                                                                                           | José Pereira Pinto                                         | (6 meses e 27 dias)                                        |                                                            | [ 4 ]                                                      | Lima e Silva; Costa Carvalho Bráulio Muniz | Pedro II |
| Fazenda                                                                                           | Manuel do Nascimento Castro e Silva                        | 16 de janeiro de 1835                                      | 14 de outubro de 1835                                      | [ 4 ]                                                      | Lima e Silva; Costa Carvalho Bráulio Muniz | Pedro II |
| Fazenda                                                                                           | Manuel do Nascimento Castro e Silva                        | (8 meses e 28 dias)                                        |                                                            | [ 4 ]                                                      | Lima e Silva; Costa Carvalho Bráulio Muniz | Pedro II |
| Regência de Diogo Antônio Feijó                                                                   | Regência de Diogo Antônio Feijó                            | Regência de Diogo Antônio Feijó                            | Regência de Diogo Antônio Feijó                            | Regência de Diogo Antônio Feijó                            | Diogo Feijó                                | Pedro II |
| 1.º Gabinete de Diogo Antônio Feijó (14 de outubro de 1835)                                       |                                                            |                                                            |                                                            |                                                            | Diogo Feijó                                | Pedro II |
| Negócios do Império                                                                               | Antônio Paulino Limpo de Abreu                             | 14 de outubro de 1835                                      | 05 de fevereiro de 1836                                    | [ 5 ]                                                      | Diogo Feijó                                | Pedro II |
| Negócios do Império                                                                               | Antônio Paulino Limpo de Abreu                             | (3 meses e 22 dias)                                        |                                                            | [ 5 ]                                                      | Diogo Feijó                                | Pedro II |
| Justiça                                                                                           | Antônio Paulino Limpo de Abreu                             | 14 de outubro de 1835                                      | 05 de fevereiro de 1836                                    | [ 5 ]                                                      | Diogo Feijó                                | Pedro II |
| Justiça                                                                                           | Antônio Paulino Limpo de Abreu                             | (3 meses e 22 dias)                                        |                                                            | [ 5 ]                                                      | Diogo Feijó                                | Pedro II |
| Negócios Estrangeiros                                                                             | Manuel Alves Branco                                        | 14 de outubro de 1835                                      | 05 de fevereiro de 1836                                    | [ 5 ]                                                      | Diogo Feijó                                | Pedro II |
| Negócios Estrangeiros                                                                             | Manuel Alves Branco                                        | (3 meses e 22 dias)                                        |                                                            | [ 5 ]                                                      | Diogo Feijó                                | Pedro II |
| Guerra                                                                                            | Manuel da Fonseca Lima e Silva                             | 14 de outubro de 1835                                      | 05 de fevereiro de 1836                                    | [ 5 ]                                                      | Diogo Feijó                                | Pedro II |
| Guerra                                                                                            | Manuel da Fonseca Lima e Silva                             | (3 meses e 22 dias)                                        |                                                            | [ 5 ]                                                      | Diogo Feijó                                | Pedro II |
| Marinha                                                                                           | Manuel da Fonseca Lima e Silva                             | 14 de outubro de 1835                                      | 05 de fevereiro de 1836                                    | [ 5 ]                                                      | Diogo Feijó                                | Pedro II |
| Marinha                                                                                           | Manuel da Fonseca Lima e Silva                             | (3 meses e 22 dias)                                        |                                                            | [ 5 ]                                                      | Diogo Feijó                                | Pedro II |
| Fazenda                                                                                           | Manuel do Nascimento Castro e Silva                        | 14 de outubro de 1835                                      | 05 de fevereiro de 1836                                    | [ 5 ]                                                      | Diogo Feijó                                | Pedro II |
| Fazenda                                                                                           | Manuel do Nascimento Castro e Silva                        | (3 meses e 22 dias)                                        |                                                            | [ 5 ]                                                      | Diogo Feijó                                | Pedro II |
| 2.º Gabinete de Diogo Antônio Feijó (05 de fevereiro de 1836)                                     |                                                            |                                                            |                                                            |                                                            | Diogo Feijó                                | Pedro II |
| Negócios do Império                                                                               | Inácio Borges                                              | 05 de fevereiro de 1836                                    | 07 de junho de 1836                                        | [ 5 ]                                                      | Diogo Feijó                                | Pedro II |
| Negócios do Império                                                                               | Inácio Borges                                              | (4 meses e 2 dias)                                         |                                                            | [ 5 ]                                                      | Diogo Feijó                                | Pedro II |
| Negócios do Império                                                                               | Antônio Paulino Limpo de Abreu                             | 07 de junho de 1836                                        | 29 de setembro de 1836                                     | [ 5 ]                                                      | Diogo Feijó                                | Pedro II |
| Negócios do Império                                                                               | Antônio Paulino Limpo de Abreu                             | (3 meses e 22 dias)                                        |                                                            | [ 5 ]                                                      | Diogo Feijó                                | Pedro II |
| Negócios do Império                                                                               | Gustavo Adolfo de Aguilar Pantoja                          | 29 de setembro de 1836                                     | 01 de novembro de 1836                                     | [ 5 ]                                                      | Diogo Feijó                                | Pedro II |
| Negócios do Império                                                                               | Gustavo Adolfo de Aguilar Pantoja                          | (1 mês e 3 dias)                                           |                                                            | [ 5 ]                                                      | Diogo Feijó                                | Pedro II |
| Justiça                                                                                           | Antônio Paulino Limpo de Abreu                             | 05 de fevereiro de 1836                                    | 03 de junho de 1836                                        | [ 5 ]                                                      | Diogo Feijó                                | Pedro II |
| Justiça                                                                                           | Antônio Paulino Limpo de Abreu                             | (3 meses e 29 dias)                                        |                                                            | [ 5 ]                                                      | Diogo Feijó                                | Pedro II |
| Justiça                                                                                           | Gustavo Adolfo de Aguilar Pantoja                          | 03 de junho de 1836                                        | 01 de novembro de 1836                                     | [ 5 ]                                                      | Diogo Feijó                                | Pedro II |
| Justiça                                                                                           | Gustavo Adolfo de Aguilar Pantoja                          | (4 meses e 29 dias)                                        |                                                            | [ 5 ]                                                      | Diogo Feijó                                | Pedro II |
| Negócios Estrangeiros                                                                             | Inácio Borges                                              | 05 de fevereiro de 1836                                    | 03 de junho de 1836                                        | [ 5 ]                                                      | Diogo Feijó                                | Pedro II |
| Negócios Estrangeiros                                                                             | Inácio Borges                                              | (3 meses e 29 dias)                                        |                                                            | [ 5 ]                                                      | Diogo Feijó                                | Pedro II |
| Negócios Estrangeiros                                                                             | Antônio Paulino Limpo de Abreu                             | 03 de junho de 1836                                        | 01 de novembro de 1836                                     | [ 5 ]                                                      | Diogo Feijó                                | Pedro II |
| Negócios Estrangeiros                                                                             | Antônio Paulino Limpo de Abreu                             | (4 meses e 29 dias)                                        |                                                            | [ 5 ]                                                      | Diogo Feijó                                | Pedro II |
| Guerra                                                                                            | Manuel da Fonseca Lima e Silva                             | 05 de fevereiro de 1836                                    | 01 de novembro de 1836                                     | [ 5 ]                                                      | Diogo Feijó                                | Pedro II |
| Guerra                                                                                            | Manuel da Fonseca Lima e Silva                             | (8 meses e 27 dias)                                        |                                                            | [ 5 ]                                                      | Diogo Feijó                                | Pedro II |
| Marinha                                                                                           | Salvador José Maciel                                       | 05 de fevereiro de 1836                                    | 01 de novembro de 1836                                     | [ 5 ]                                                      | Diogo Feijó                                | Pedro II |
| Marinha                                                                                           | Salvador José Maciel                                       | (8 meses e 27 dias)                                        |                                                            | [ 5 ]                                                      | Diogo Feijó                                | Pedro II |
| Fazenda                                                                                           | Manuel do Nascimento Castro e Silva                        | 05 de fevereiro de 1836                                    | 17 de julho de 1836                                        | [ 5 ]                                                      | Diogo Feijó                                | Pedro II |
| Fazenda                                                                                           | Manuel do Nascimento Castro e Silva                        | (5 meses e 12 dias)                                        |                                                            | [ 5 ]                                                      | Diogo Feijó                                | Pedro II |
| Fazenda                                                                                           | Salvador José Maciel                                       | 17 de julho de 1836                                        | 19 de julho de 1836                                        | [ 5 ]                                                      | Diogo Feijó                                | Pedro II |
| Fazenda                                                                                           | Salvador José Maciel                                       | (2 dias)                                                   |                                                            | [ 5 ]                                                      | Diogo Feijó                                | Pedro II |
| Fazenda                                                                                           | Manuel do Nascimento Castro e Silva                        | 19 de julho de 1836                                        | 01 de novembro de 1836                                     | [ 5 ]                                                      | Diogo Feijó                                | Pedro II |
| Fazenda                                                                                           | Manuel do Nascimento Castro e Silva                        | (3 meses e 13 dias)                                        |                                                            | [ 5 ]                                                      | Diogo Feijó                                | Pedro II |
| 3.º Gabinete de Diogo Antônio Feijó (01 de novembro de 1836)                                      |                                                            |                                                            |                                                            |                                                            | Diogo Feijó                                | Pedro II |
| Negócios do Império                                                                               | Manuel da Fonseca Lima e Silva                             | 01 de novembro de 1836                                     | 18 de março de 1837                                        | [ 5 ]                                                      | Diogo Feijó                                | Pedro II |
| Negócios do Império                                                                               | Manuel da Fonseca Lima e Silva                             | (4 meses e 17 dias)                                        |                                                            | [ 5 ]                                                      | Diogo Feijó                                | Pedro II |
| Negócios do Império                                                                               | Antônio Paulino Limpo de Abreu                             | 18 de março de 1837                                        | 16 de maio de 1837                                         | [ 5 ]                                                      | Diogo Feijó                                | Pedro II |
| Negócios do Império                                                                               | Antônio Paulino Limpo de Abreu                             | (1 mês e 28 dias)                                          |                                                            | [ 5 ]                                                      | Diogo Feijó                                | Pedro II |
| Justiça                                                                                           | Gustavo Adolfo de Aguilar Pantoja                          | 01 de novembro de 1836                                     | 16 de maio de 1837                                         | [ 5 ]                                                      | Diogo Feijó                                | Pedro II |
| Justiça                                                                                           | Gustavo Adolfo de Aguilar Pantoja                          | (6 meses e 15 dias)                                        |                                                            | [ 5 ]                                                      | Diogo Feijó                                | Pedro II |
| Negócios Estrangeiros                                                                             | Gustavo Adolfo de Aguilar Pantoja                          | 01 de novembro de 1836                                     | 20 de fevereiro de 1837                                    | [ 5 ]                                                      | Diogo Feijó                                | Pedro II |
| Negócios Estrangeiros                                                                             | Gustavo Adolfo de Aguilar Pantoja                          | (3 meses e 19 dias)                                        |                                                            | [ 5 ]                                                      | Diogo Feijó                                | Pedro II |
| Negócios Estrangeiros                                                                             | Antônio Paulino Limpo de Abreu                             | 20 de fevereiro de 1837                                    | 16 de maio de 1837                                         | [ 5 ]                                                      | Diogo Feijó                                | Pedro II |
| Negócios Estrangeiros                                                                             | Antônio Paulino Limpo de Abreu                             | (2 meses e 26 dias)                                        |                                                            | [ 5 ]                                                      | Diogo Feijó                                | Pedro II |
| Guerra                                                                                            | João Vieira de Carvalho Conde de Lages                     | 01 de novembro de 1836                                     | 07 de abril de 1837                                        | [ 5 ]                                                      | Diogo Feijó                                | Pedro II |
| Guerra                                                                                            | João Vieira de Carvalho Conde de Lages                     | (5 meses e 6 dias)                                         |                                                            | [ 5 ]                                                      | Diogo Feijó                                | Pedro II |
| Guerra                                                                                            | Salvador José Maciel                                       | 07 de abril de 1837                                        | 16 de maio de 1837                                         | [ 5 ]                                                      | Diogo Feijó                                | Pedro II |
| Guerra                                                                                            | Salvador José Maciel                                       | (1 mês e 9 dias)                                           |                                                            | [ 5 ]                                                      | Diogo Feijó                                | Pedro II |
| Marinha                                                                                           | Salvador José Maciel                                       | 01 de novembro de 1836                                     | 16 de maio de 1837                                         | [ 5 ]                                                      | Diogo Feijó                                | Pedro II |
| Marinha                                                                                           | Salvador José Maciel                                       | (6 meses e 15 dias)                                        |                                                            | [ 5 ]                                                      | Diogo Feijó                                | Pedro II |
| Fazenda                                                                                           | Manuel do Nascimento Castro e Silva                        | 01 de novembro de 1836                                     | 16 de maio de 1837                                         | [ 5 ]                                                      | Diogo Feijó                                | Pedro II |
| Fazenda                                                                                           | Manuel do Nascimento Castro e Silva                        | (6 meses e 15 dias)                                        |                                                            | [ 5 ]                                                      | Diogo Feijó                                | Pedro II |
| 4.º Gabinete de Diogo Antônio Feijó (16 de maio de 1837)                                          |                                                            |                                                            |                                                            |                                                            | Diogo Feijó                                | Pedro II |
| Negócios do Império                                                                               | Manuel Alves Branco                                        | 16 de maio de 1837                                         | 18 de setembro de 1837                                     | [ 6 ]                                                      | Diogo Feijó                                | Pedro II |
| Negócios do Império                                                                               | Manuel Alves Branco                                        | (4 meses e 2 dias)                                         |                                                            | [ 6 ]                                                      | Diogo Feijó                                | Pedro II |
| Negócios do Império                                                                               | Pedro de Araújo Lima                                       | 18 de setembro de 1837                                     | 19 de setembro de 1837                                     | [ 6 ]                                                      | Diogo Feijó                                | Pedro II |
| Negócios do Império                                                                               | Pedro de Araújo Lima                                       | (1 dia)                                                    |                                                            | [ 6 ]                                                      | Diogo Feijó                                | Pedro II |
| Justiça                                                                                           | Francisco Jê Acaiaba de Montezuma                          | 16 de maio de 1837                                         | 19 de setembro de 1837                                     | [ 6 ]                                                      | Diogo Feijó                                | Pedro II |
| Justiça                                                                                           | Francisco Jê Acaiaba de Montezuma                          | (4 meses e 3 dias)                                         |                                                            | [ 6 ]                                                      | Diogo Feijó                                | Pedro II |
| Negócios Estrangeiros                                                                             | Francisco Jê Acaiaba de Montezuma                          | 16 de maio de 1837                                         | 19 de setembro de 1837                                     | [ 6 ]                                                      | Diogo Feijó                                | Pedro II |
| Negócios Estrangeiros                                                                             | Francisco Jê Acaiaba de Montezuma                          | (4 meses e 3 dias)                                         |                                                            | [ 6 ]                                                      | Diogo Feijó                                | Pedro II |
| Guerra                                                                                            | José Saturnino da Costa Pereira                            | 16 de maio de 1837                                         | 19 de setembro de 1837                                     | [ 6 ]                                                      | Diogo Feijó                                | Pedro II |
| Guerra                                                                                            | José Saturnino da Costa Pereira                            | (4 meses e 3 dias)                                         |                                                            | [ 6 ]                                                      | Diogo Feijó                                | Pedro II |
| Marinha                                                                                           | Tristão Pio dos Santos                                     | 16 de maio de 1837                                         | 19 de setembro de 1837                                     | [ 6 ]                                                      | Diogo Feijó                                | Pedro II |
| Marinha                                                                                           | Tristão Pio dos Santos                                     | (4 meses e 3 dias)                                         |                                                            | [ 6 ]                                                      | Diogo Feijó                                | Pedro II |
| Fazenda                                                                                           | Manuel Alves Branco                                        | 16 de maio de 1837                                         | 19 de setembro de 1837                                     | [ 6 ]                                                      | Diogo Feijó                                | Pedro II |
| Fazenda                                                                                           | Manuel Alves Branco                                        | (4 meses e 3 dias)                                         |                                                            | [ 6 ]                                                      | Diogo Feijó                                | Pedro II |
| Regência de Pedro de Araújo Lima                                                                  | Regência de Pedro de Araújo Lima                           | Regência de Pedro de Araújo Lima                           | Regência de Pedro de Araújo Lima                           | Regência de Pedro de Araújo Lima                           | Araújo Lima                                | Pedro II |
| 1.º Gabinete de Pedro de Araújo Lima, vulgo "Ministério das Capacidades" (19 de setembro de 1837) |                                                            |                                                            |                                                            |                                                            | Araújo Lima                                | Pedro II |
| Negócios do Império                                                                               | Bernardo Pereira de Vasconcelos                            | 19 de setembro de 1837                                     | 16 de abril de 1839                                        | [ 6 ] [ nota 1 ]                                           | Araújo Lima                                | Pedro II |
| Negócios do Império                                                                               | Bernardo Pereira de Vasconcelos                            | (1 ano, 6 meses e 28 dias)                                 |                                                            | [ 6 ] [ nota 1 ]                                           | Araújo Lima                                | Pedro II |
| Justiça                                                                                           | Bernardo Pereira de Vasconcelos                            | 19 de setembro de 1837                                     | 16 de abril de 1839                                        | [ 6 ] [ nota 1 ]                                           | Araújo Lima                                | Pedro II |
| Justiça                                                                                           | Bernardo Pereira de Vasconcelos                            | (1 ano, 6 meses e 28 dias)                                 |                                                            | [ 6 ] [ nota 1 ]                                           | Araújo Lima                                | Pedro II |
| Negócios Estrangeiros                                                                             | Maciel Monteiro                                            | 19 de setembro de 1837                                     | 16 de abril de 1839                                        | [ 6 ] [ nota 1 ]                                           | Araújo Lima                                | Pedro II |
| Negócios Estrangeiros                                                                             | Maciel Monteiro                                            | (1 ano, 6 meses e 28 dias)                                 |                                                            | [ 6 ] [ nota 1 ]                                           | Araújo Lima                                | Pedro II |
| Guerra                                                                                            | Sebastião do Rêgo Barros                                   | 19 de setembro de 1837                                     | 05 de março de 1839                                        | [ 6 ] [ nota 1 ]                                           | Araújo Lima                                | Pedro II |
| Guerra                                                                                            | Sebastião do Rêgo Barros                                   | (1 ano, 5 meses e 14 dias)                                 |                                                            | [ 6 ] [ nota 1 ]                                           | Araújo Lima                                | Pedro II |
| Guerra                                                                                            | Rodrigues Torres                                           | 05 de março de 1839                                        | 16 de abril de 1839                                        | [ 6 ] [ nota 1 ]                                           | Araújo Lima                                | Pedro II |
| Guerra                                                                                            | Rodrigues Torres                                           | (1 mês e 11 dias)                                          |                                                            | [ 6 ] [ nota 1 ]                                           | Araújo Lima                                | Pedro II |
| Marinha                                                                                           | Rodrigues Torres                                           | 19 de setembro de 1837                                     | 30 de agosto de 1838                                       | [ 6 ] [ nota 1 ]                                           | Araújo Lima                                | Pedro II |
| Marinha                                                                                           | Rodrigues Torres                                           | (11 meses e 11 dias)                                       |                                                            | [ 6 ] [ nota 1 ]                                           | Araújo Lima                                | Pedro II |
| Marinha                                                                                           | Sebastião do Rêgo Barros                                   | 30 de agosto de 1838                                       | 06 de setembro de 1838                                     | [ 6 ] [ nota 1 ]                                           | Araújo Lima                                | Pedro II |
| Marinha                                                                                           | Sebastião do Rêgo Barros                                   | (7 dias)                                                   |                                                            | [ 6 ] [ nota 1 ]                                           | Araújo Lima                                | Pedro II |
| Marinha                                                                                           | Rodrigues Torres                                           | 06 de setembro de 1838                                     | 16 de abril de 1839                                        | [ 6 ] [ nota 1 ]                                           | Araújo Lima                                | Pedro II |
| Marinha                                                                                           | Rodrigues Torres                                           | (7 meses e 10 dias)                                        |                                                            | [ 6 ] [ nota 1 ]                                           | Araújo Lima                                | Pedro II |
| Fazenda                                                                                           | Miguel Calmon du Pin e Almeida                             | 19 de setembro de 1837                                     | 16 de abril de 1839                                        | [ 6 ] [ nota 1 ]                                           | Araújo Lima                                | Pedro II |
| Fazenda                                                                                           | Miguel Calmon du Pin e Almeida                             | (1 ano, 6 meses e 28 dias)                                 |                                                            | [ 6 ] [ nota 1 ]                                           | Araújo Lima                                | Pedro II |
| 2.º Gabinete de Pedro de Araújo Lima (16 de abril de 1839)                                        |                                                            |                                                            |                                                            |                                                            | Araújo Lima                                | Pedro II |
| Negócios do Império                                                                               | Francisco de Paula Almeida e Albuquerque                   | 16 de abril de 1839                                        | 01 de setembro de 1839                                     | [ 6 ]                                                      | Araújo Lima                                | Pedro II |
| Negócios do Império                                                                               | Francisco de Paula Almeida e Albuquerque                   | (4 meses e 16 dias)                                        |                                                            | [ 6 ]                                                      | Araújo Lima                                | Pedro II |
| Justiça                                                                                           | Francisco de Paula Almeida e Albuquerque                   | 16 de abril de 1839                                        | 01 de setembro de 1839                                     | [ 6 ]                                                      | Araújo Lima                                | Pedro II |
| Justiça                                                                                           | Francisco de Paula Almeida e Albuquerque                   | (4 meses e 16 dias)                                        |                                                            | [ 6 ]                                                      | Araújo Lima                                | Pedro II |
| Negócios Estrangeiros                                                                             | Cândido Batista de Oliveira                                | 16 de abril de 1839                                        | 01 de setembro de 1839                                     | [ 6 ]                                                      | Araújo Lima                                | Pedro II |
| Negócios Estrangeiros                                                                             | Cândido Batista de Oliveira                                | (4 meses e 16 dias)                                        |                                                            | [ 6 ]                                                      | Araújo Lima                                | Pedro II |
| Guerra                                                                                            | Jacinto Roque de Sena                                      | 16 de abril de 1839                                        | 16 de maio de 1839                                         | [ 6 ]                                                      | Araújo Lima                                | Pedro II |
| Guerra                                                                                            | Jacinto Roque de Sena                                      | (1 mês)                                                    |                                                            | [ 6 ]                                                      | Araújo Lima                                | Pedro II |
| Guerra                                                                                            | João Vieira de Carvalho Conde de Lages                     | 16 de maio de 1839                                         | 01 de setembro de 1839                                     | [ 6 ]                                                      | Araújo Lima                                | Pedro II |
| Guerra                                                                                            | João Vieira de Carvalho Conde de Lages                     | (3 meses e 16 dias)                                        |                                                            | [ 6 ]                                                      | Araújo Lima                                | Pedro II |
| Marinha                                                                                           | Jacinto Roque de Sena Pereira                              | 16 de abril de 1839                                        | 01 de setembro de 1839                                     | [ 6 ]                                                      | Araújo Lima                                | Pedro II |
| Marinha                                                                                           | Jacinto Roque de Sena Pereira                              | (4 meses e 16 dias)                                        |                                                            | [ 6 ]                                                      | Araújo Lima                                | Pedro II |
| Fazenda                                                                                           | Cândido Batista de Oliveira                                | 16 de abril de 1839                                        | 01 de setembro de 1839                                     | [ 6 ]                                                      | Araújo Lima                                | Pedro II |
| Fazenda                                                                                           | Cândido Batista de Oliveira                                | (4 meses e 16 dias)                                        |                                                            | [ 6 ]                                                      | Araújo Lima                                | Pedro II |
| 3.º Gabinete de Pedro de Araújo Lima (01 de setembro de 1839)                                     |                                                            |                                                            |                                                            |                                                            | Araújo Lima                                | Pedro II |
| Negócios do Império                                                                               | Manuel Antônio Galvão                                      | 01 de setembro de 1839                                     | 02 de maio de 1840                                         | [ 8 ]                                                      | Araújo Lima                                | Pedro II |
| Negócios do Império                                                                               | Manuel Antônio Galvão                                      | (8 meses e 1 dia)                                          |                                                            | [ 8 ]                                                      | Araújo Lima                                | Pedro II |
| Negócios do Império                                                                               | Francisco Ramiro de Assis Coelho                           | 02 de maio de 1840                                         | 18 de maio de 1840                                         | [ 8 ]                                                      | Araújo Lima                                | Pedro II |
| Negócios do Império                                                                               | Francisco Ramiro de Assis Coelho                           | (16 dias)                                                  |                                                            | [ 8 ]                                                      | Araújo Lima                                | Pedro II |
| Justiça                                                                                           | Francisco Ramiro de Assis Coelho                           | 01 de setembro de 1839                                     | 18 de maio de 1840                                         | [ 8 ]                                                      | Araújo Lima                                | Pedro II |
| Justiça                                                                                           | Francisco Ramiro de Assis Coelho                           | (8 meses e 17 dias)                                        |                                                            | [ 8 ]                                                      | Araújo Lima                                | Pedro II |
| Negócios Estrangeiros                                                                             | Caetano Maria Lopes Gama                                   | 01 de setembro de 1839                                     | 18 de maio de 1840                                         | [ 8 ]                                                      | Araújo Lima                                | Pedro II |
| Negócios Estrangeiros                                                                             | Caetano Maria Lopes Gama                                   | (8 meses e 17 dias)                                        |                                                            | [ 8 ]                                                      | Araújo Lima                                | Pedro II |
| Guerra                                                                                            | João Vieira de Carvalho Conde de Lages                     | 01 de setembro de 1839                                     | 18 de maio de 1840                                         | [ 8 ]                                                      | Araújo Lima                                | Pedro II |
| Guerra                                                                                            | João Vieira de Carvalho Conde de Lages                     | (8 meses e 17 dias)                                        |                                                            | [ 8 ]                                                      | Araújo Lima                                | Pedro II |
| Marinha                                                                                           | Jacinto Roque de Sena Pereira                              | 01 de setembro de 1839                                     | 18 de maio de 1840                                         | [ 8 ]                                                      | Araújo Lima                                | Pedro II |
| Marinha                                                                                           | Jacinto Roque de Sena Pereira                              | (8 meses e 17 dias)                                        |                                                            | [ 8 ]                                                      | Araújo Lima                                | Pedro II |
| Fazenda                                                                                           | Manuel Alves Branco                                        | 01 de setembro de 1839                                     | 18 de maio de 1840                                         | [ 8 ]                                                      | Araújo Lima                                | Pedro II |
| Fazenda                                                                                           | Manuel Alves Branco                                        | (8 meses e 17 dias)                                        |                                                            | [ 8 ]                                                      | Araújo Lima                                | Pedro II |
| 4.º Gabinete de Pedro de Araújo Lima (18 de maio de 1840)                                         |                                                            |                                                            |                                                            |                                                            | Araújo Lima                                | Pedro II |
| Negócios do Império                                                                               | Caetano Maria Lopes Gama                                   | 18 de maio de 1840                                         | 23 de maio de 1840                                         | [ 8 ]                                                      | Araújo Lima                                | Pedro II |
| Negócios do Império                                                                               | Caetano Maria Lopes Gama                                   | (5 dias)                                                   |                                                            | [ 8 ]                                                      | Araújo Lima                                | Pedro II |
| Negócios do Império                                                                               | Rodrigues Torres                                           | 23 de maio de 1840                                         | 22 de julho de 1840                                        | [ 8 ]                                                      | Araújo Lima                                | Pedro II |
| Negócios do Império                                                                               | Rodrigues Torres                                           | (1 mês e 29 dias)                                          |                                                            | [ 8 ]                                                      | Araújo Lima                                | Pedro II |
| Negócios do Império                                                                               | Bernardo Pereira de Vasconcelos                            | 22 de julho de 1840                                        | 23 de julho de 1840                                        | [ 8 ]                                                      | Araújo Lima                                | Pedro II |
| Negócios do Império                                                                               | Bernardo Pereira de Vasconcelos                            | (1 dia)                                                    |                                                            | [ 8 ]                                                      | Araújo Lima                                | Pedro II |
| Negócios do Império                                                                               | Rodrigues Torres                                           | 23 de julho de 1840                                        | 24 de julho de 1840                                        | [ 8 ]                                                      | Araújo Lima                                | Pedro II |
| Negócios do Império                                                                               | Rodrigues Torres                                           | (1 dia)                                                    |                                                            | [ 8 ]                                                      | Araújo Lima                                | Pedro II |
| Justiça                                                                                           | Silva Maia                                                 | 18 de maio de 1840                                         | 23 de maio de 1840                                         | [ 8 ]                                                      | Araújo Lima                                | Pedro II |
| Justiça                                                                                           | Silva Maia                                                 | (5 dias)                                                   |                                                            | [ 8 ]                                                      | Araújo Lima                                | Pedro II |
| Justiça                                                                                           | Paulino José Soares de Sousa                               | 23 de maio de 1840                                         | 24 de julho de 1840                                        | [ 8 ]                                                      | Araújo Lima                                | Pedro II |
| Justiça                                                                                           | Paulino José Soares de Sousa                               | (2 meses e 1 dia)                                          |                                                            | [ 8 ]                                                      | Araújo Lima                                | Pedro II |
| Negócios Estrangeiros                                                                             | Caetano Maria Lopes Gama                                   | 18 de maio de 1840                                         | 24 de julho de 1840                                        | [ 8 ]                                                      | Araújo Lima                                | Pedro II |
| Negócios Estrangeiros                                                                             | Caetano Maria Lopes Gama                                   | (2 meses e 6 dias)                                         |                                                            | [ 8 ]                                                      | Araújo Lima                                | Pedro II |
| Guerra                                                                                            | Salvador José Maciel                                       | 18 de maio de 1840                                         | 24 de julho de 1840                                        | [ 8 ]                                                      | Araújo Lima                                | Pedro II |
| Guerra                                                                                            | Salvador José Maciel                                       | (2 meses e 6 dias)                                         |                                                            | [ 8 ]                                                      | Araújo Lima                                | Pedro II |
| Marinha                                                                                           | Jacinto Roque de Sena Pereira                              | 18 de maio de 1840                                         | 23 de maio de 1840                                         | [ 8 ]                                                      | Araújo Lima                                | Pedro II |
| Marinha                                                                                           | Jacinto Roque de Sena Pereira                              | (5 dias)                                                   |                                                            | [ 8 ]                                                      | Araújo Lima                                | Pedro II |
| Marinha                                                                                           | Rodrigues Torres                                           | 23 de maio de 1840                                         | 24 de julho de 1840                                        | [ 8 ]                                                      | Araújo Lima                                | Pedro II |
| Marinha                                                                                           | Rodrigues Torres                                           | (2 meses e 1 dia)                                          |                                                            | [ 8 ]                                                      | Araújo Lima                                | Pedro II |
| Fazenda                                                                                           | Silva Maia                                                 | 18 de maio de 1840                                         | 24 de julho de 1840                                        | [ 8 ]                                                      | Araújo Lima                                | Pedro II |
| Fazenda                                                                                           | Silva Maia                                                 | (2 meses e 6 dias)                                         |                                                            | [ 8 ]                                                      | Araújo Lima                                | Pedro II |

## Galeria de imagens
A seguir a galeria dos Ministros do período regencial, em ordem alfabética. Na lista faltam os ministros Francisco de Paula Almeida e Albuquerque, Francisco Ramiro de Assis Coelho, José Inácio Borges, José Manuel de Almeida, José Pereira Pinto, Manuel Antônio Galvão e Tristão Pio dos Santos.

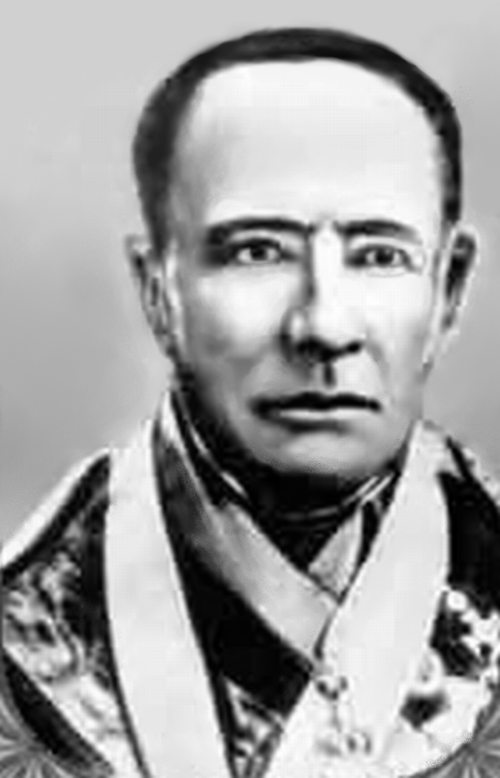
Antero José Ferreira de Brito
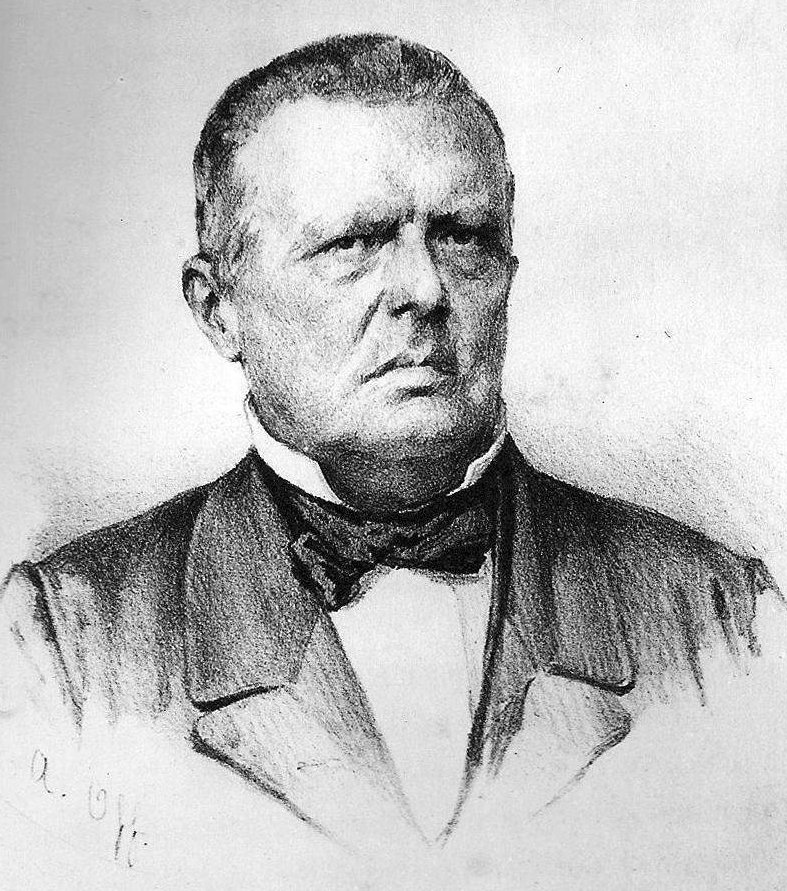
Antônio Francisco de Paula de Holanda Cavalcanti de Albuquerque
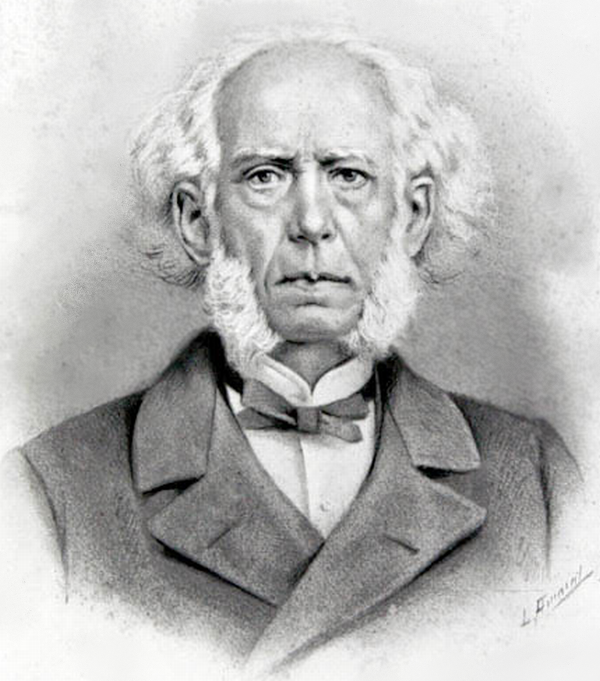
Antônio Paulino Limpo de Abreu
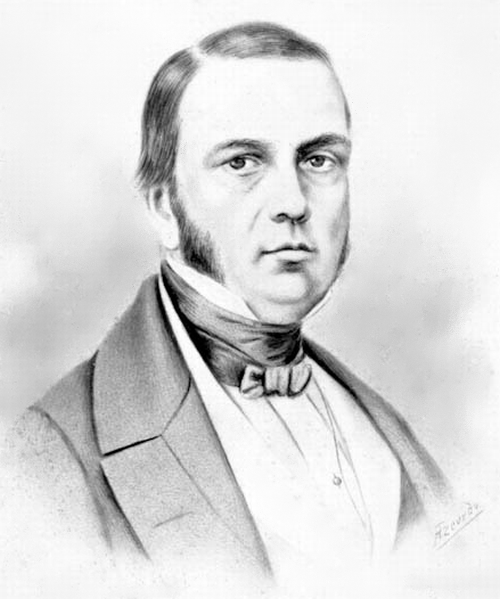
Antônio Peregrino Maciel Monteiro
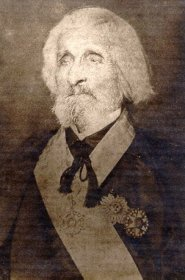
Antônio Pinto Chichorro da Gama
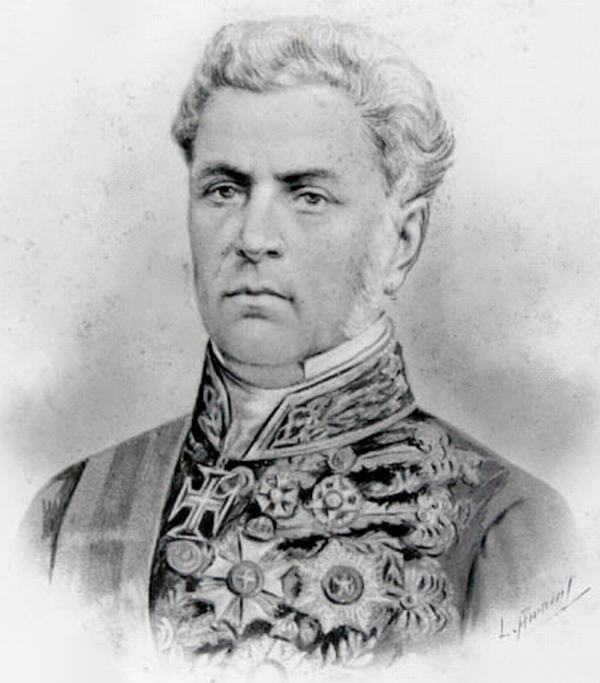
Aureliano de Sousa e Oliveira Coutinho
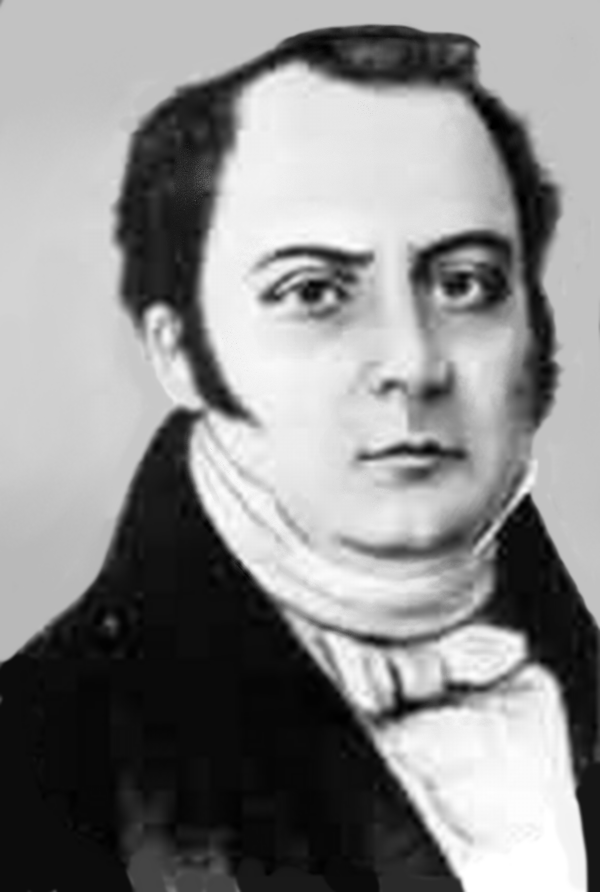
Bento Barroso Pereira
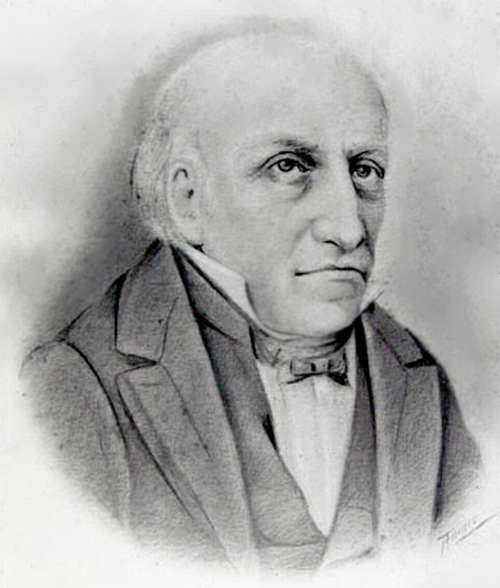
Bento da Silva Lisboa
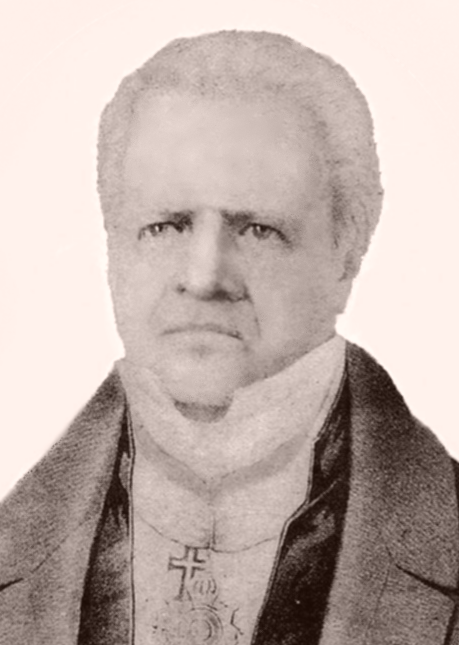
Bernardo José da Gama
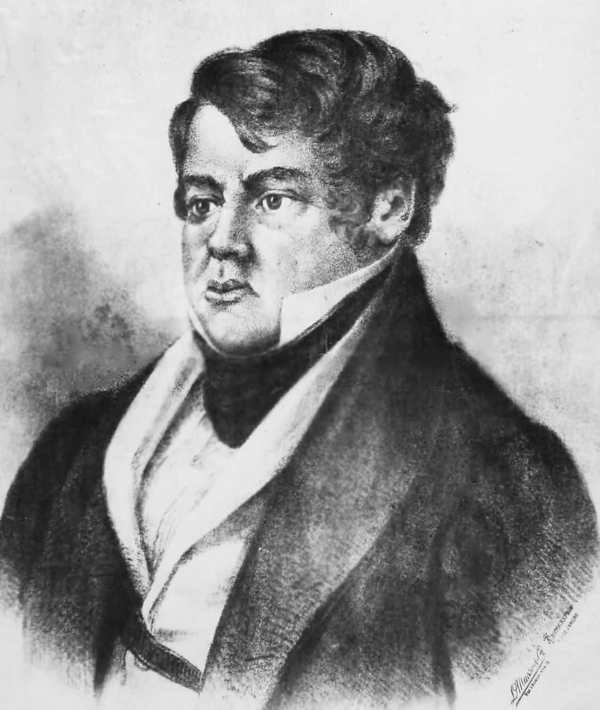
Bernardo Pereira de Vasconcelos
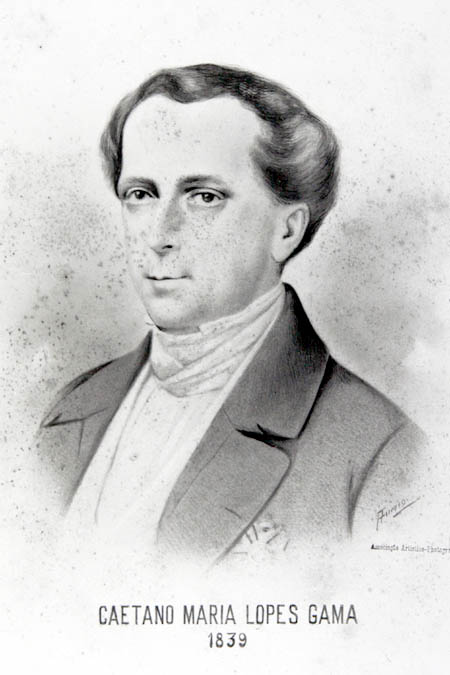
Caetano Maria Lopes Gama
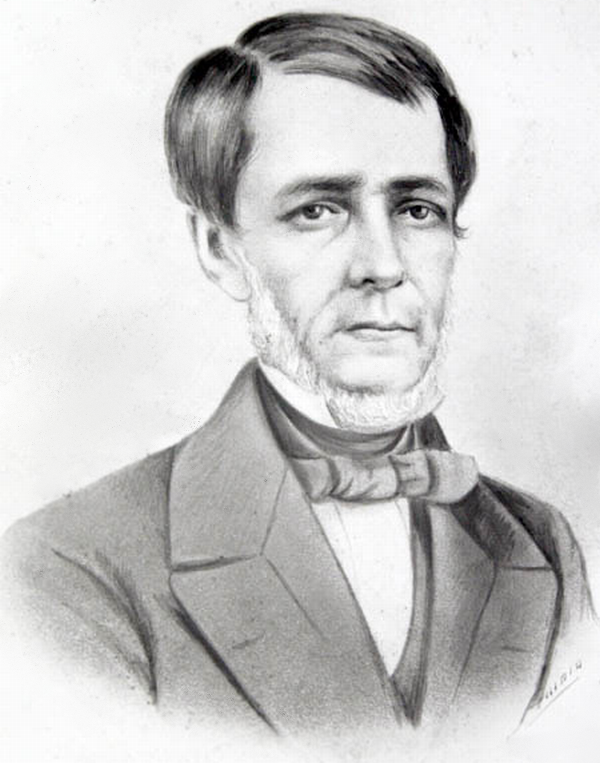
Cândido Batista de Oliveira
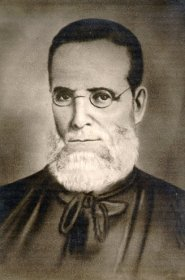
Cândido José de Araújo Viana
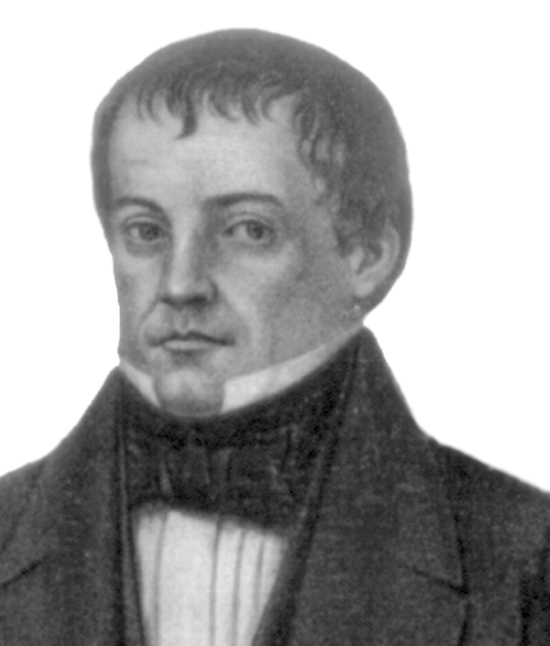
Diogo Antônio Feijó
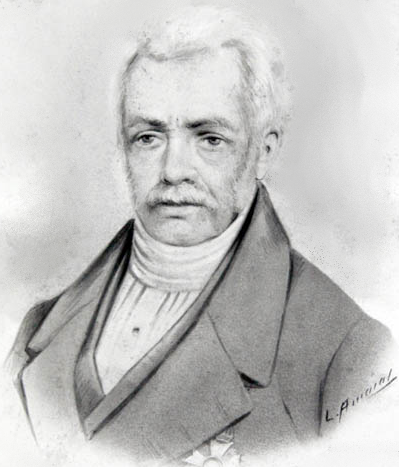
Francisco Carneiro de Campos
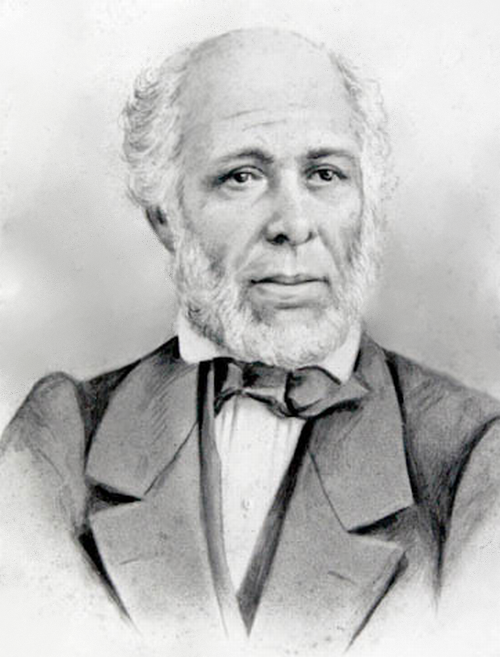
Francisco Jê Acaiaba de Montezuma
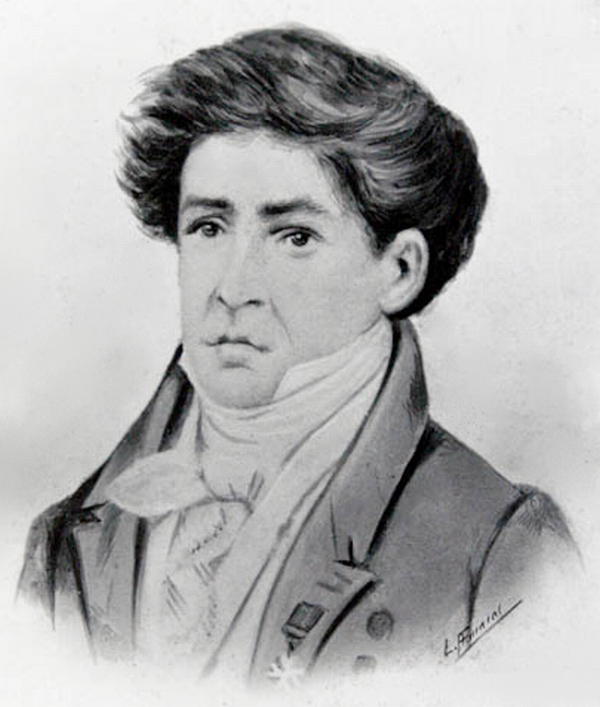
Gustavo Adolfo de Aguilar Pantoja
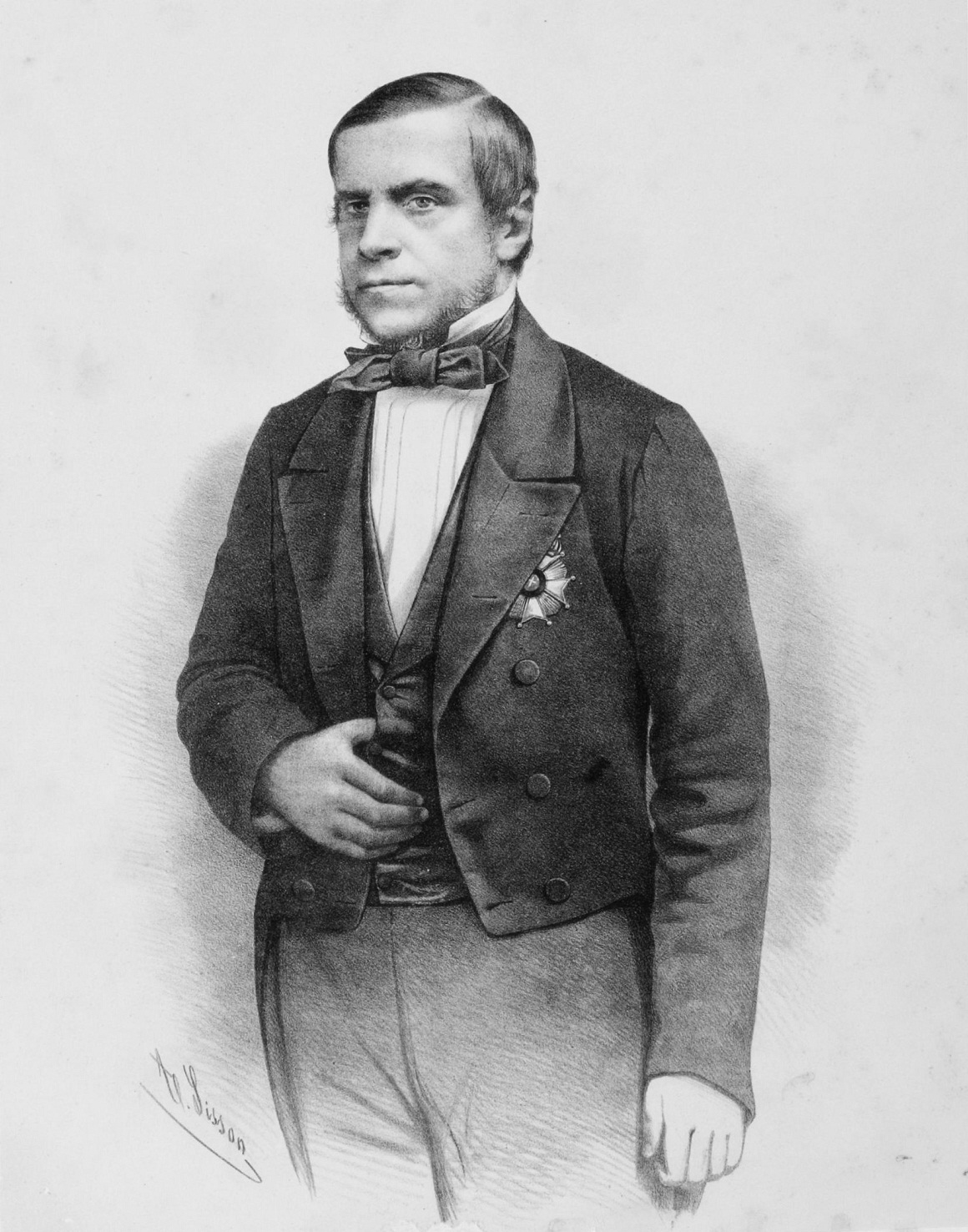
Honório Hermeto Carneiro Leão
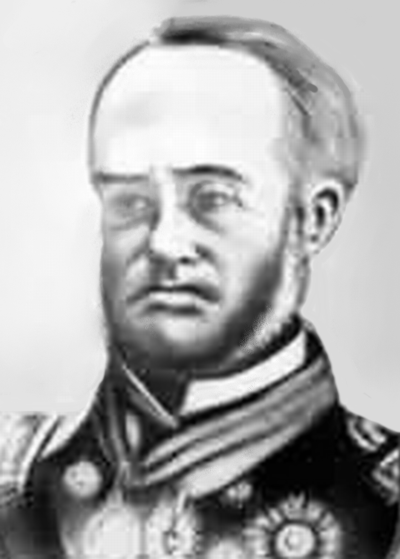
Jacinto Roque de Sena Pereira
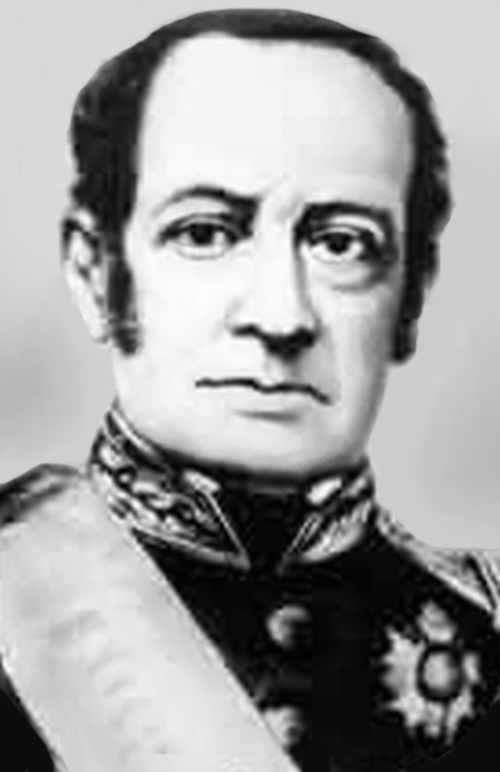
João Paulo dos Santos Barreto
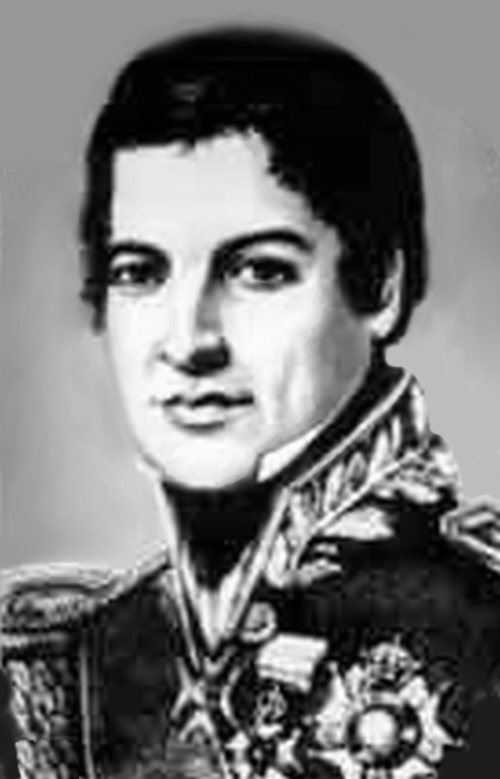
João Vieira de Carvalho
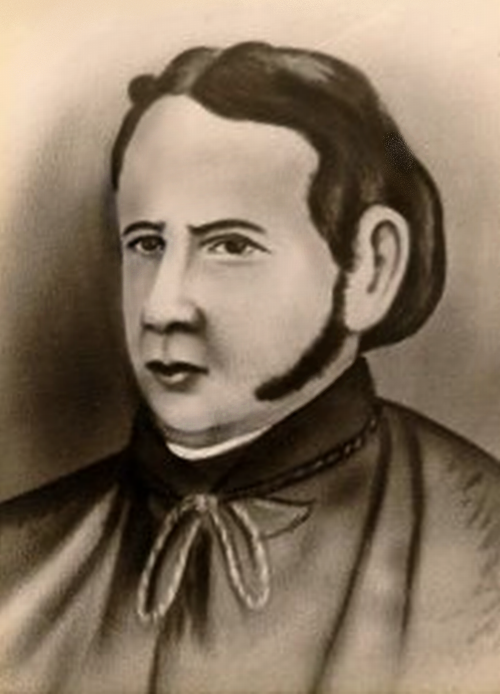
Joaquim Vieira da Silva e Sousa
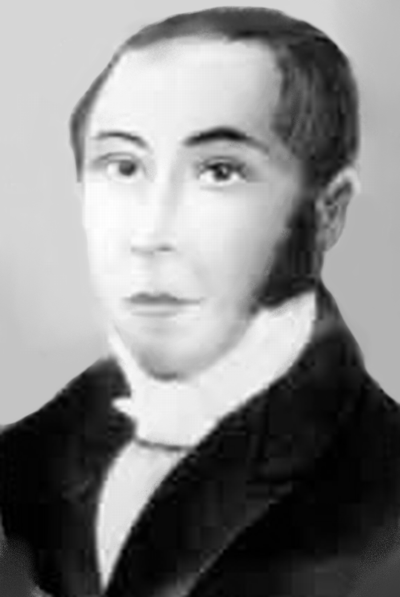
José Félix Pereira de Burgos
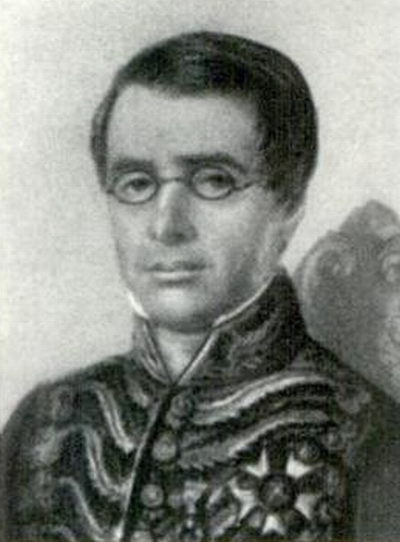
Joaquim José Rodrigues Torres
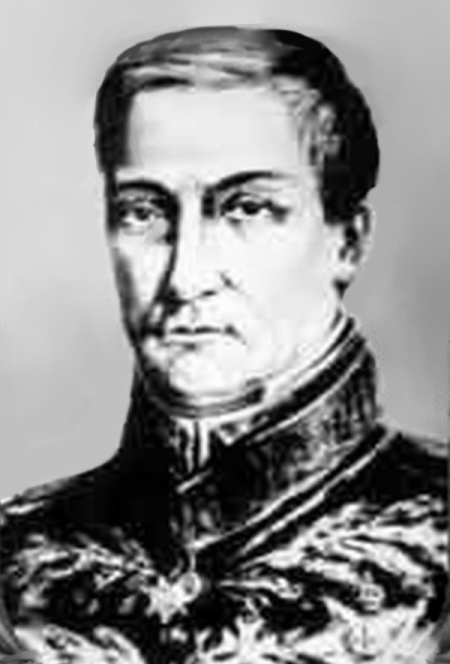
José Manuel de Morais
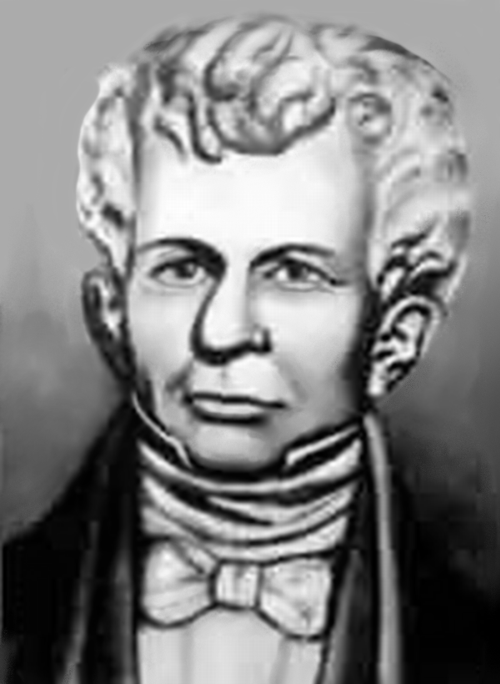
José Saturnino da Costa Pereira
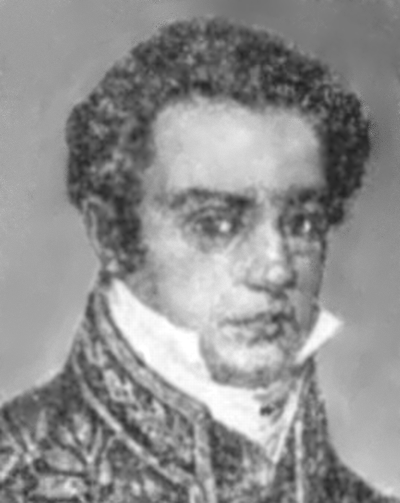
José Lino dos Santos Coutinho
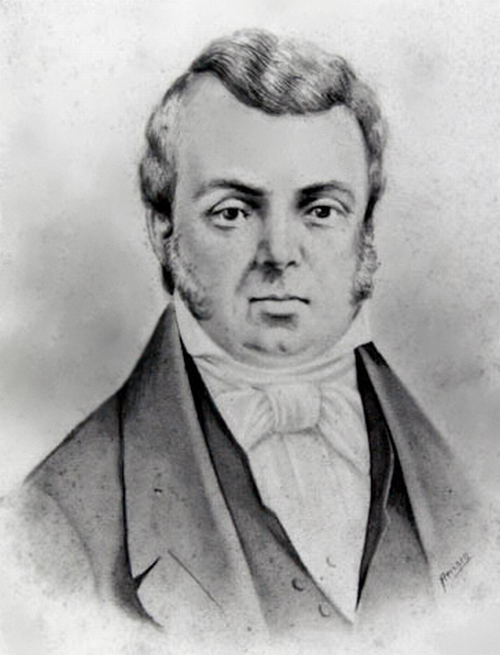
Manuel Alves Branco
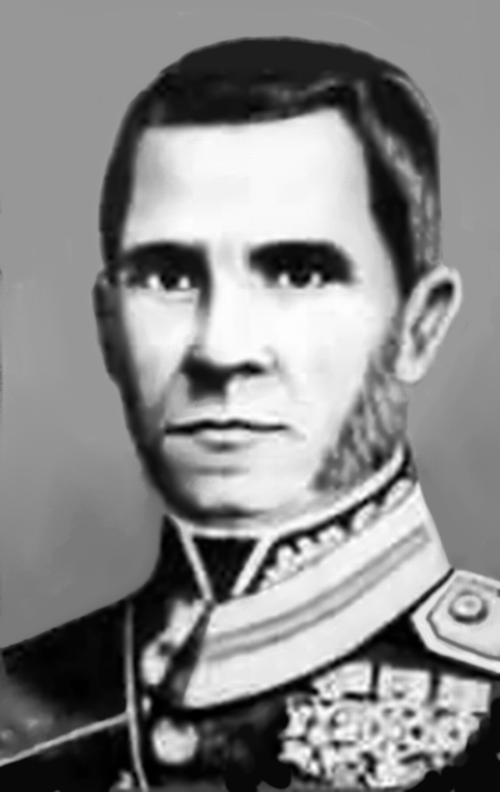
Manuel da Fonseca Lima e Silva
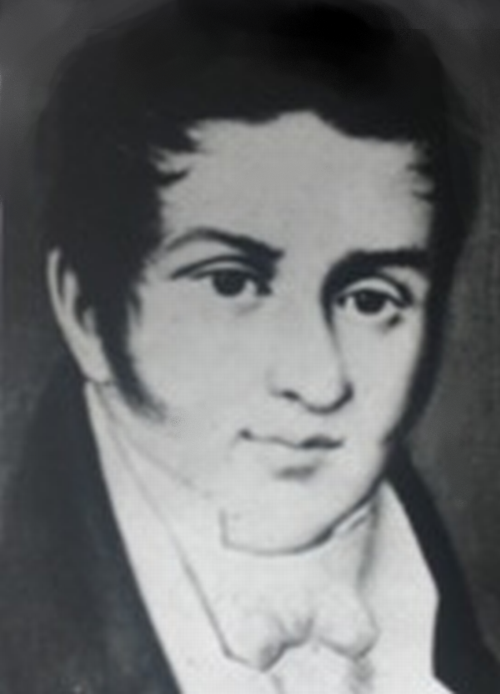
Manuel do Nascimento Castro e Silva
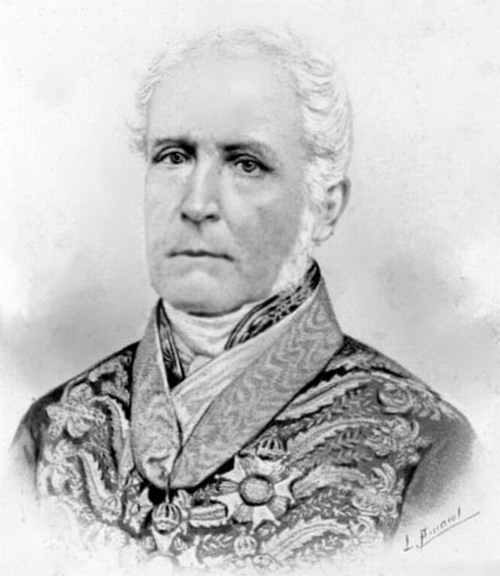
Miguel Calmon du Pin e Almeida
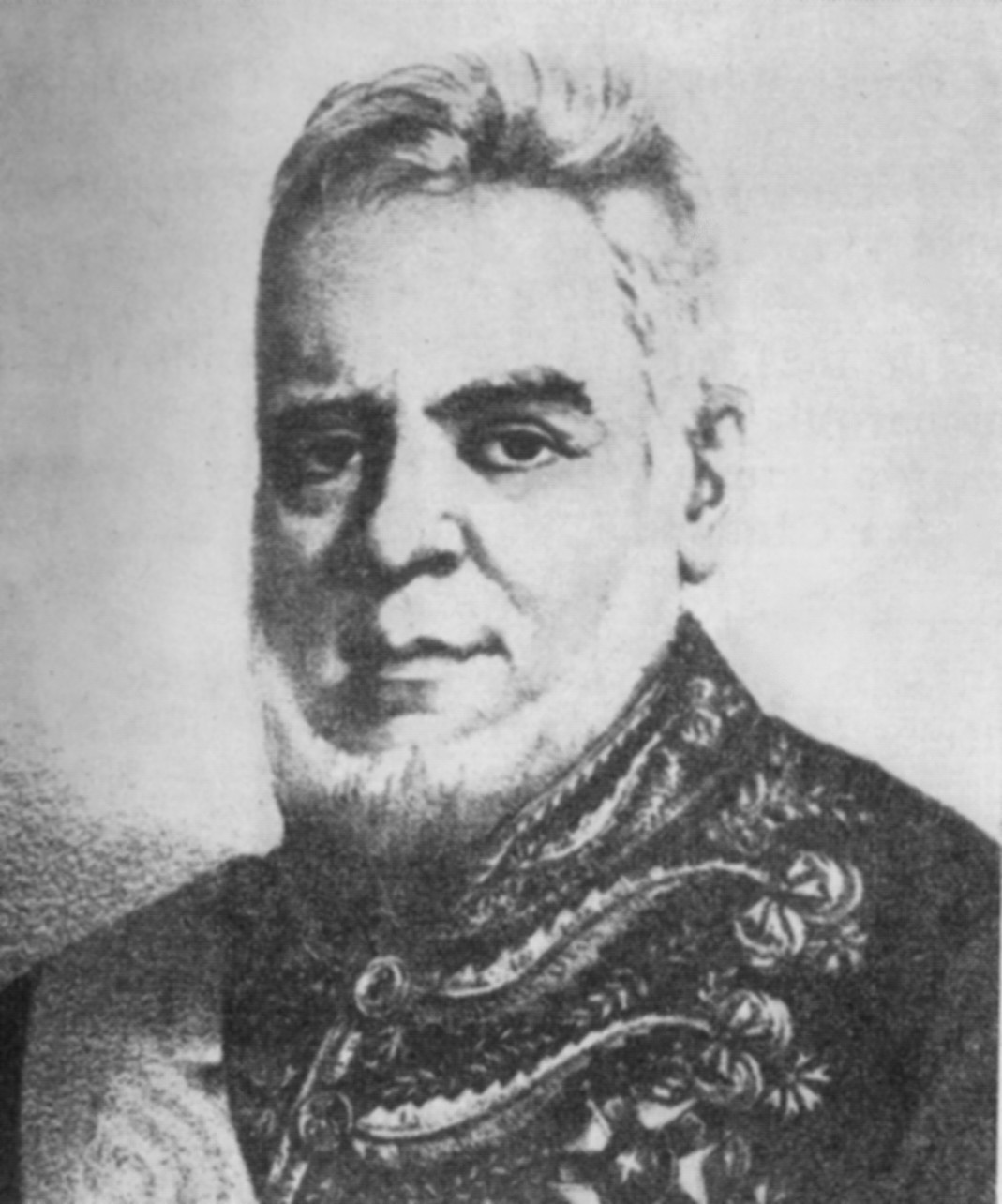
Nicolau Pereira de Campos Vergueiro
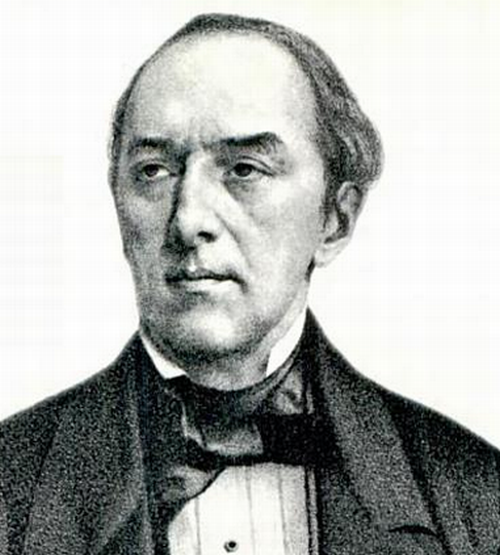
Paulino José Soares de Sousa
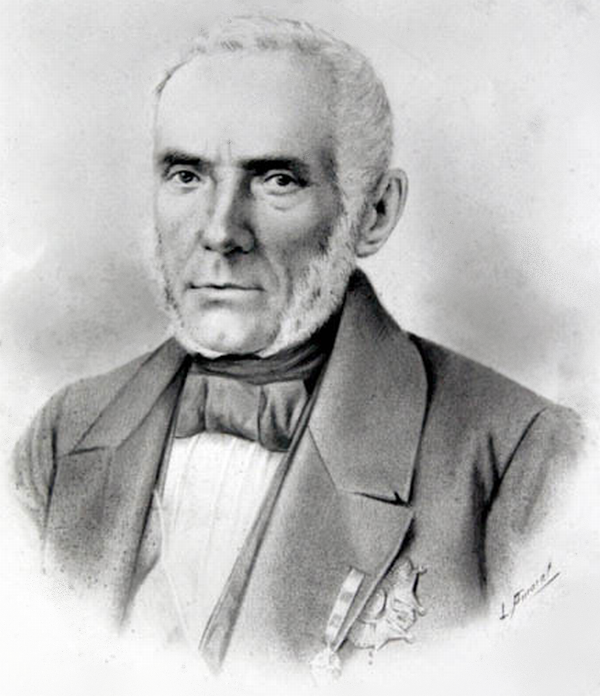
Pedro de Araújo Lima
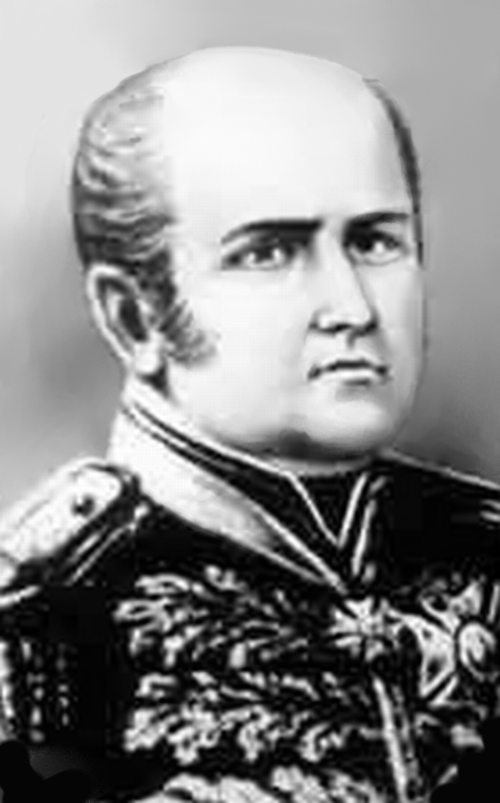
Salvador José Maciel
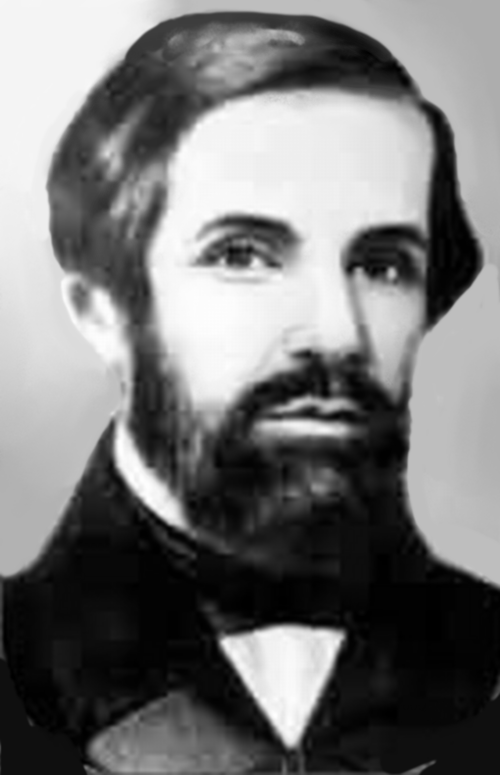
Sebastião do Rêgo Barros